# Aubrey de Vere (10e earl van Oxford)
Aubrey de Vere (ca. 1338 - 15 februari 1400) was de 10e earl (graaf) van Oxford.

## Biografie
Aubrey de Vere de derde zoon van John de Vere, 7e earl van Oxford en Maud de Badlesmere. Hij had drie broers, John, Thomas en Robert, en drie zusters, Margaret, Maud en Elizabeth. John en Robert overleden beiden toen hun vader nog in leven was. Thomas volgde zijn vader op als 8e earl van Oxford en werd op zijn beurt opgevolgd door zijn enige zoon Robert de Vere (1362–1392) als 9e earl van Oxford. Toen die in 1392 kinderloos overleed, erfde Aubrey de Vere de titel van earl van Oxford.
In 1360 werd Aubrey de Vere beheerder van de koninklijke wouden van Havering in Essex.
In 1367 werd hij voor een aanzienlijke toelage aangetrokken om voor de rest van zijn leven te verblijven bij Eduard van Woodstock (1330-1376), bijgenaamd de Zwarte Prins. Hij werd geridderd en in 1375 aangesteld tot beheerder van Wallingford Castle. Koning Eduard III (1312-1377) gebruikte hem als ambassadeur toen hij vrede wilde sluiten met Frankrijk.
In 1381 werd Aubrey de Vere Chamberlain van de koninklijke huishouding en een lid van de kroonraad (Privy Council).
In 1388 werd zijn neef Robert de Vere, hertog van Ierland en 9e earl van Oxford, beschouwd als een verrader, waardoor Aubrey zijn post van Chamberlain kwijtraakte. Na de dood van Robert in 1392 gaf de koning hem de titel van 10e earl van Oxford, waardoor hij in het parlement kon zetelen.
Na zijn dood in 1400 werd Richard de Vere (ca. 1385-1417) de 11e earl van Oxford.